# Official Physical Chart
L'Official Physical Albums Chart e l'Official Physical Singles Chart sono le classifiche musicali stilate dalla Official Charts Company, rispettivamente, per i 100 album e i 100 singoli più venduti in formato fisico nel Regno Unito.
Entrambe vengono stilate dalla settimana del 6 marzo 1994. A partire dal 12 aprile 2015 la Official Charts Company ha cominciato a pubblicare anche una classifica dei singoli e degli album riferita esclusivamente alle vendite dei dischi in vinile.